# Castell de Colomers
El Castell de Colomers és un edifici del municipi de Colomers (Baix Empordà) declarat bé cultural d'interès nacional.

## Descripció
L'edifici que ocupa actualment l'Ajuntament de Colomers es troba adossat a l'absis de l'església. Es tracta d'un gran casal de planta irregular, de dos pisos, amb coberta de teula. La façana, de composició gairebé simètrica, presenta a la planta baixa, que és elevada respecte del nivell de la plaça, una porta d'accés d'arc de mig punt amb grans dovelles de pedra, que dona pas a un corredor. Dintre hi ha les portes d'accés a la Casa de la Vila (esquerra) i a la Cambra Àgraria i altres serveis (dreta). Completen la façana diverses obertures allindanades, dues a la planta baixa i tres al primer pis, totes elles emmarcades amb carreus de pedra ben escairats.

## Història
Sembla que l'edifici de l'Ajuntament, conegut com "el castell", ocupa part de l'emplaçament de les antigues dependències monàstiques dels abats d'Amer, senyors del lloc. L'estructura de l'edifici actual se situa la construcció a l'entorn del segle xviii, encara que conserva restes d'època gòtica.